# Niedźwiedź (powiat krakowski)
Niedźwiedź – wieś w Polsce położona w województwie małopolskim, w powiecie krakowskim, w gminie Słomniki.
Do 1954 roku siedziba gminy Niedźwiedź, następnie do 1972 roku wieś należała i była siedzibą władz gromady Niedźwiedź. W latach 1975–1998 miejscowość należała administracyjnie do województwa krakowskiego.
Miejscowość jest też siedzibą klubu piłkarskiego LKS Niedźwiedź, występującego niegdyś w III lidze.
| SIMC    | Nazwa                 | Rodzaj    |
| ------- | --------------------- | --------- |
| 0336131 | Błonie                | część wsi |
| 0336148 | Glinki                | część wsi |
| 0336154 | Gościniec             | część wsi |
| 0336160 | Kolonia               | część wsi |
| 0336177 | Pod Lasem             | część wsi |
| 0336183 | Wysiołek Niedźwiedzki | część wsi |
| 0336190 | Zawsie                | część wsi |

## Zabytki
Obiekty wpisane do rejestru zabytków nieruchomych województwa małopolskiego.
- Zespół kościelno-plebański: kościół parafialny pw. św. Wojciecha, dzwonnica, dawny cmentarz przykościelny (z pomnikiem grobowym Małachowskich i drzewostanem), mur ogrodzeniowy + plebania, założenie ogrodowe, ogrodzenie od pd. ze szpalerem drzew + układ urbanistyczny zespołu gospodarczego;
- zespół pałacowy: pałac, park.

## Galeria

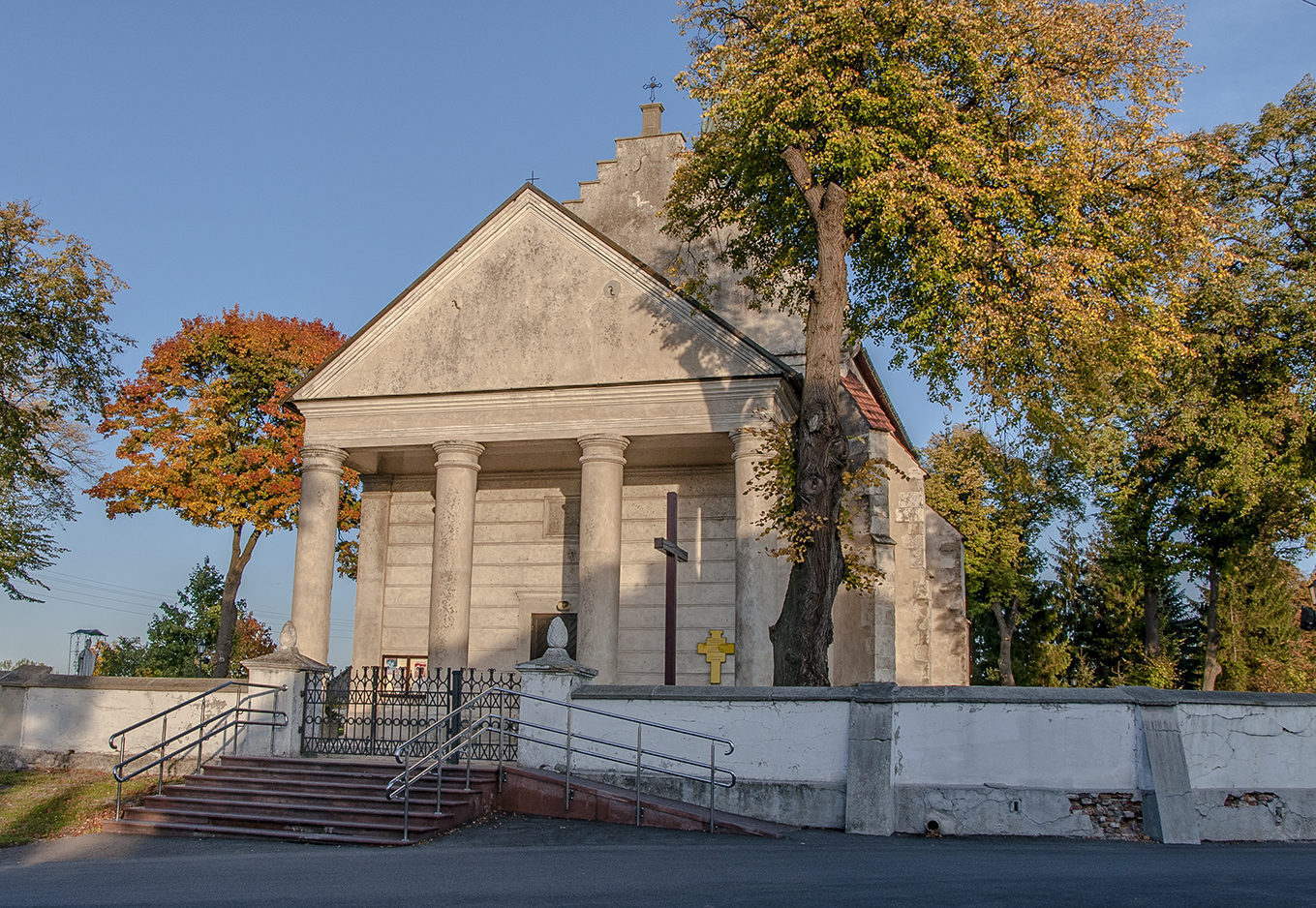
Kościół od strony fasady
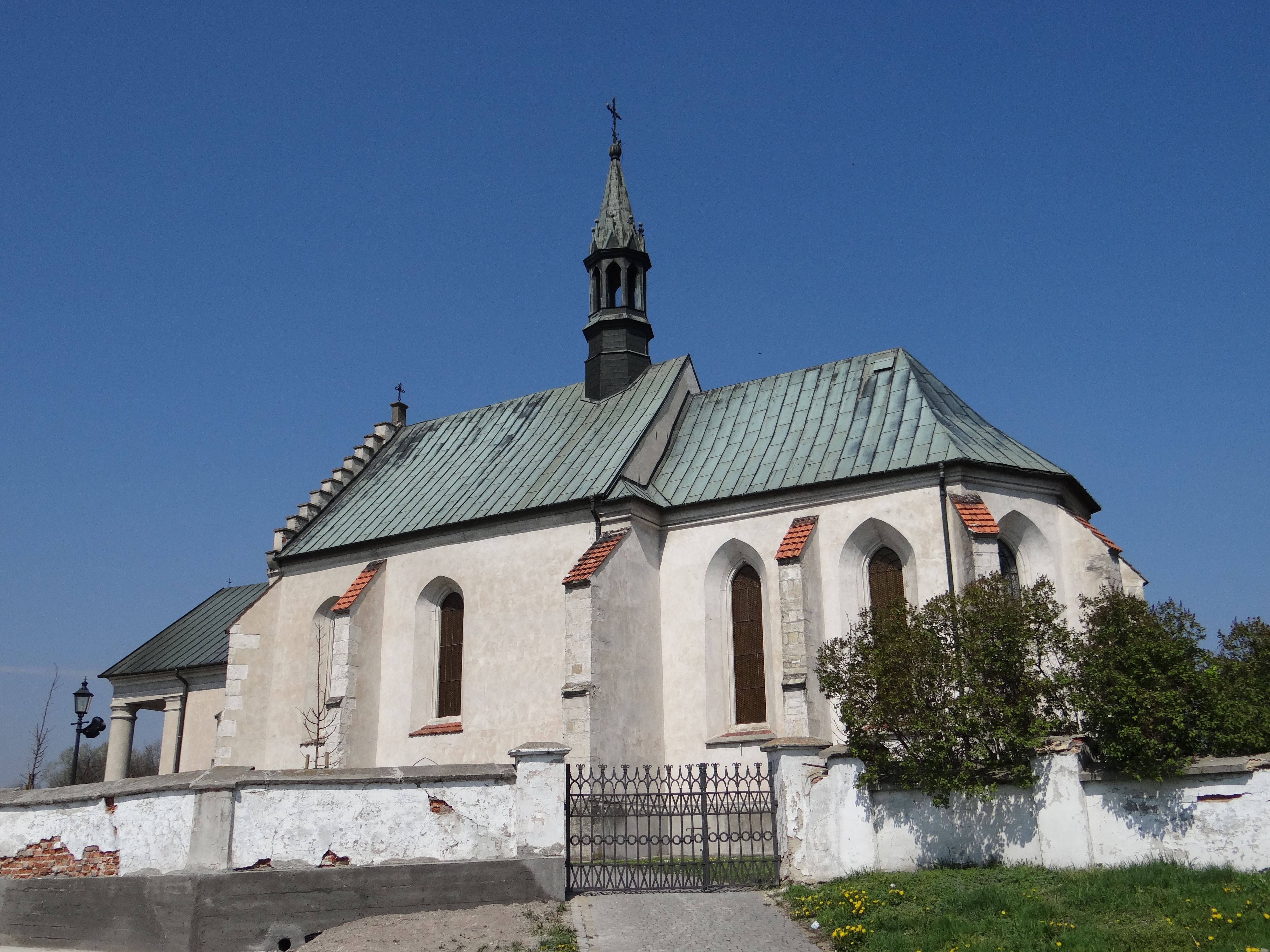
Kościół od strony prezbiterium
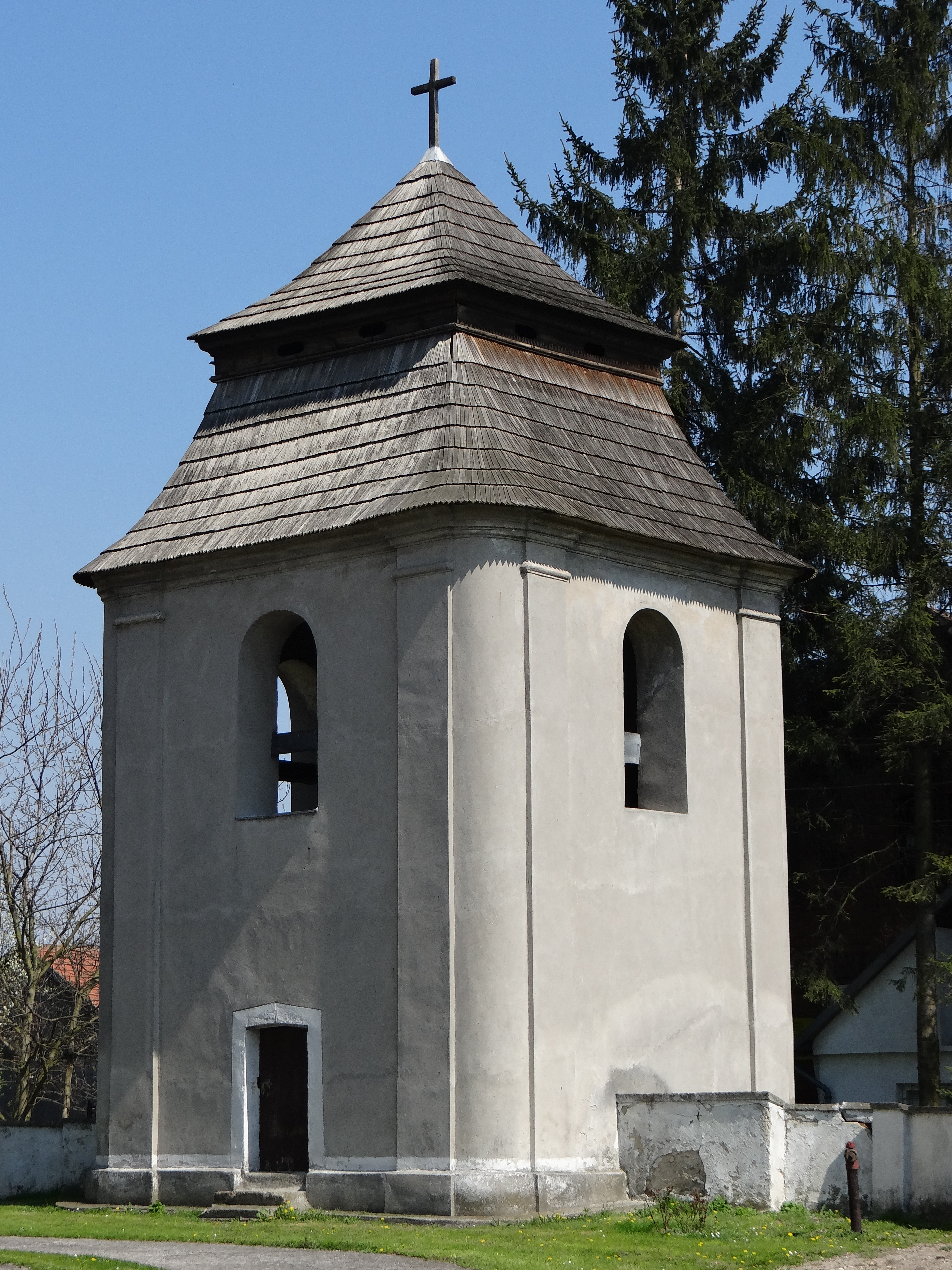
Dzwonnica
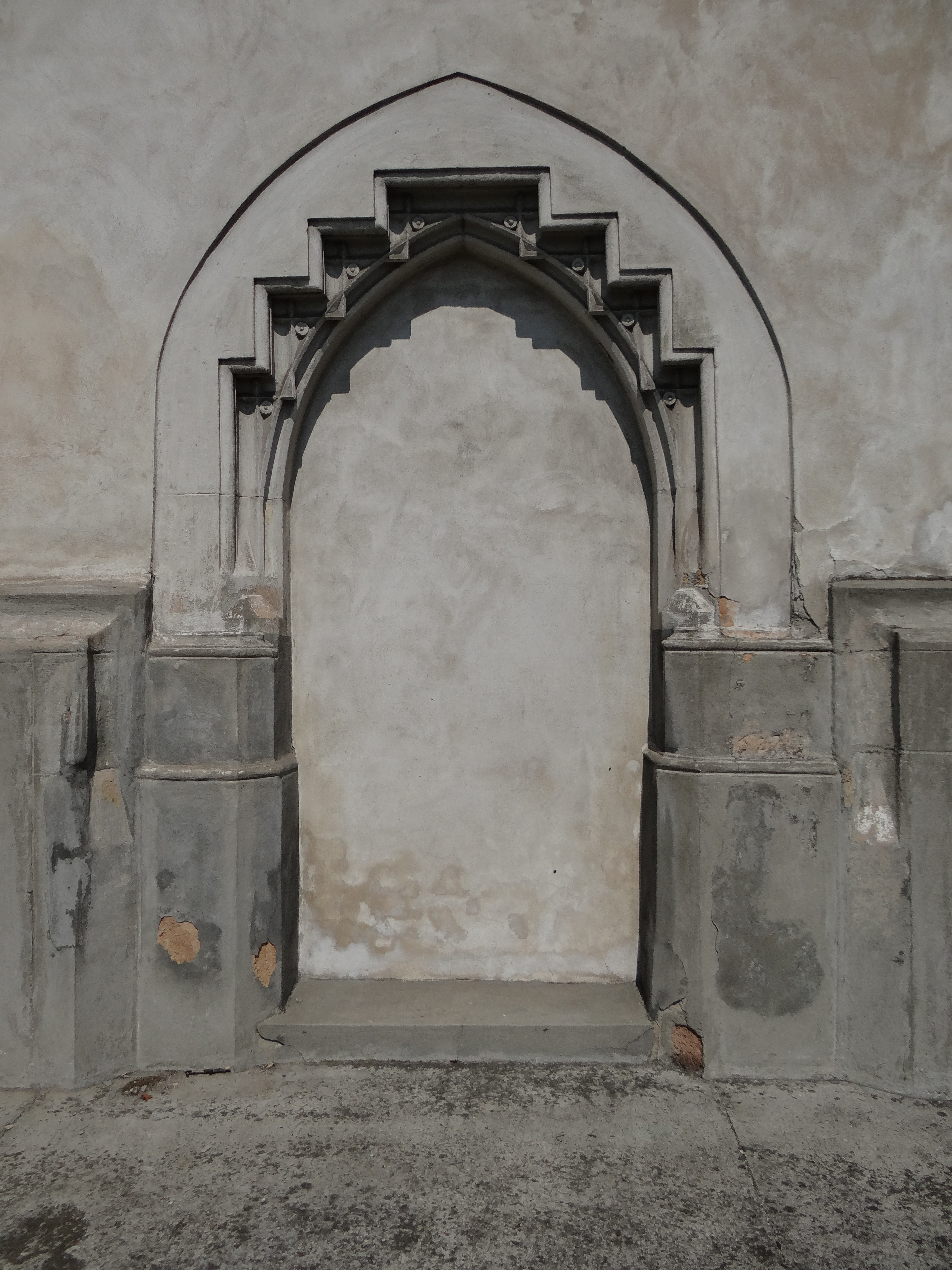
Portal gotycki w kościele
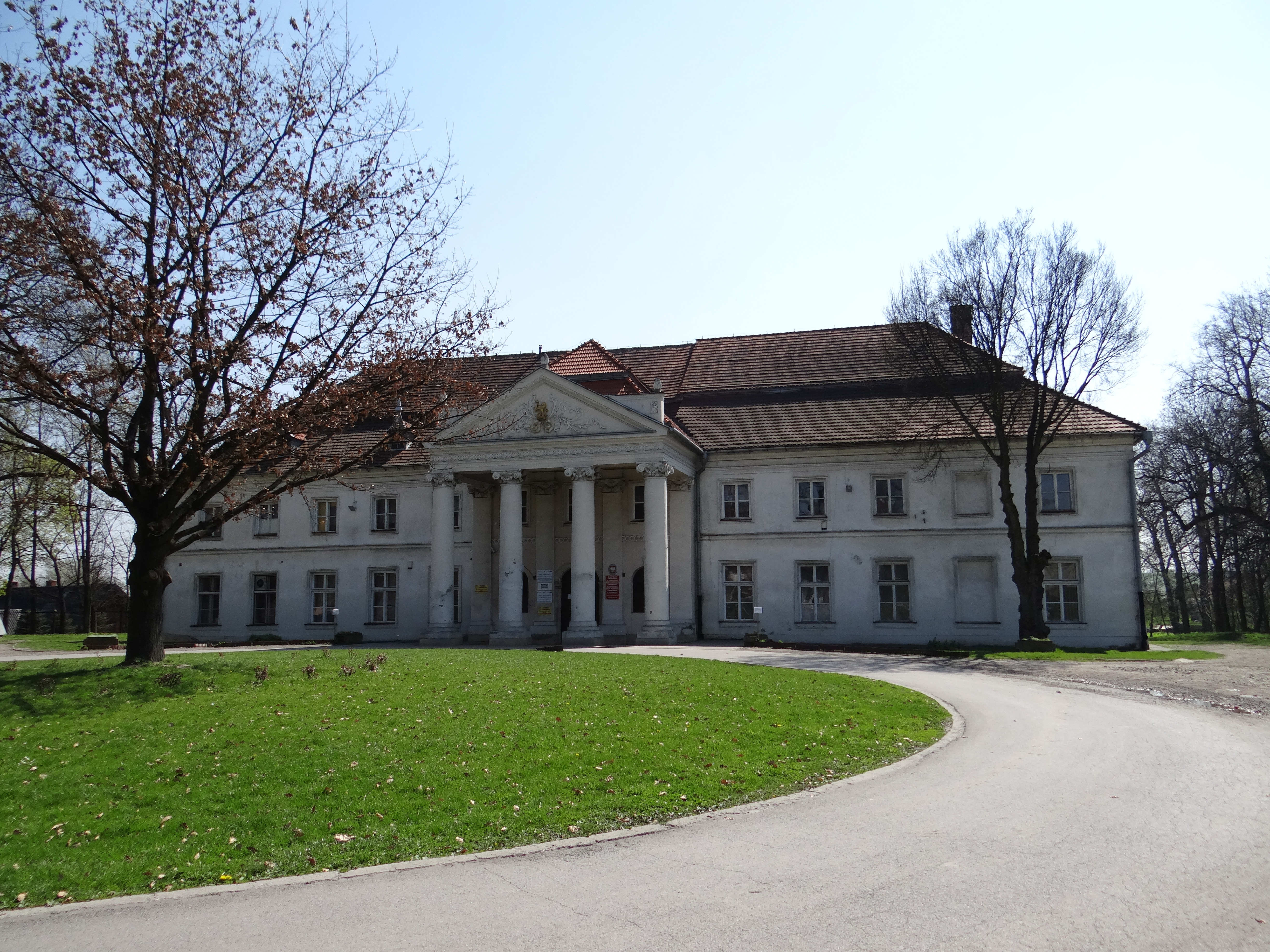
Pałac od strony podjazdu
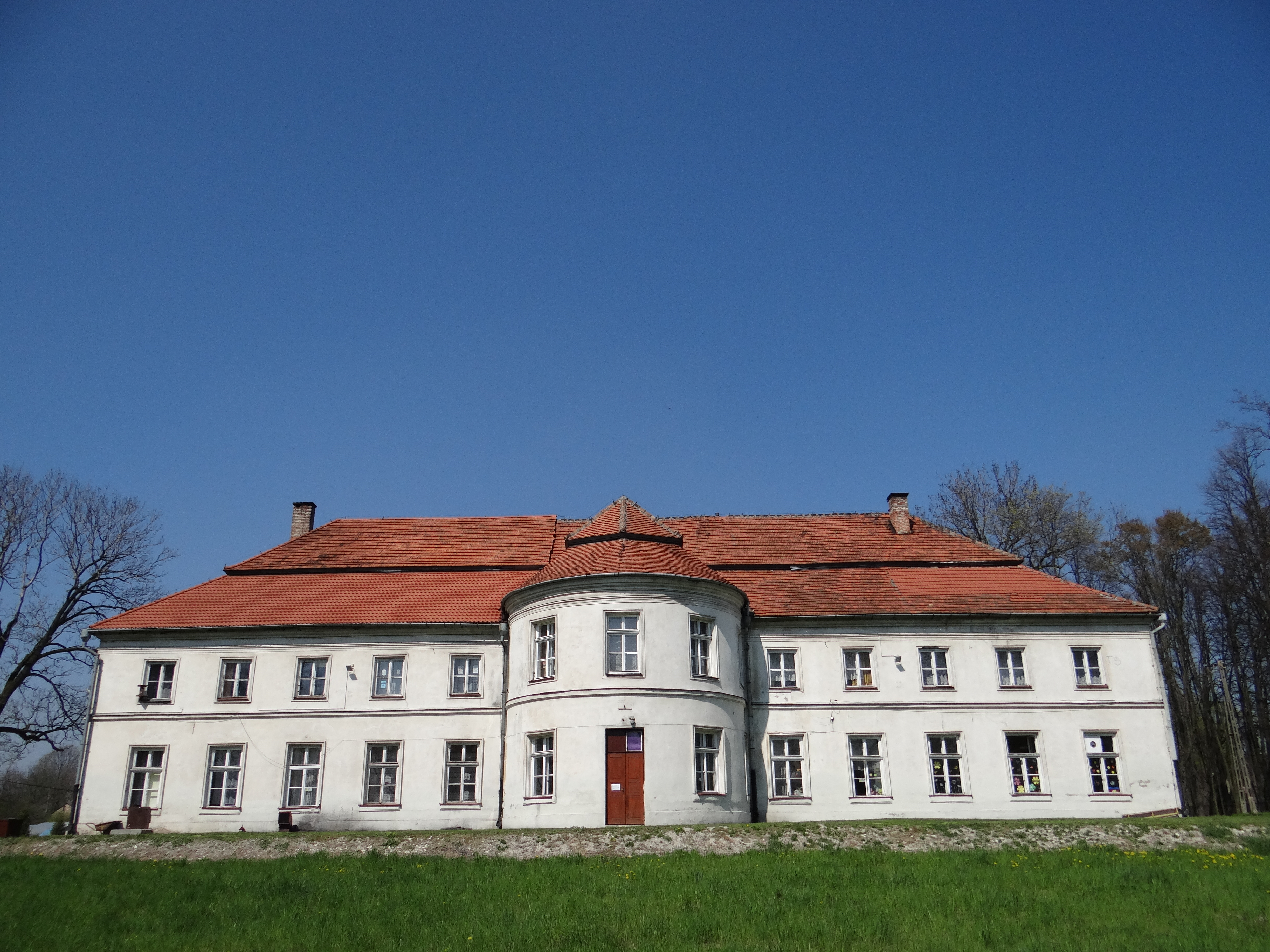
Pałac od strony parku